# Fernando de Contreras (sacerdote)

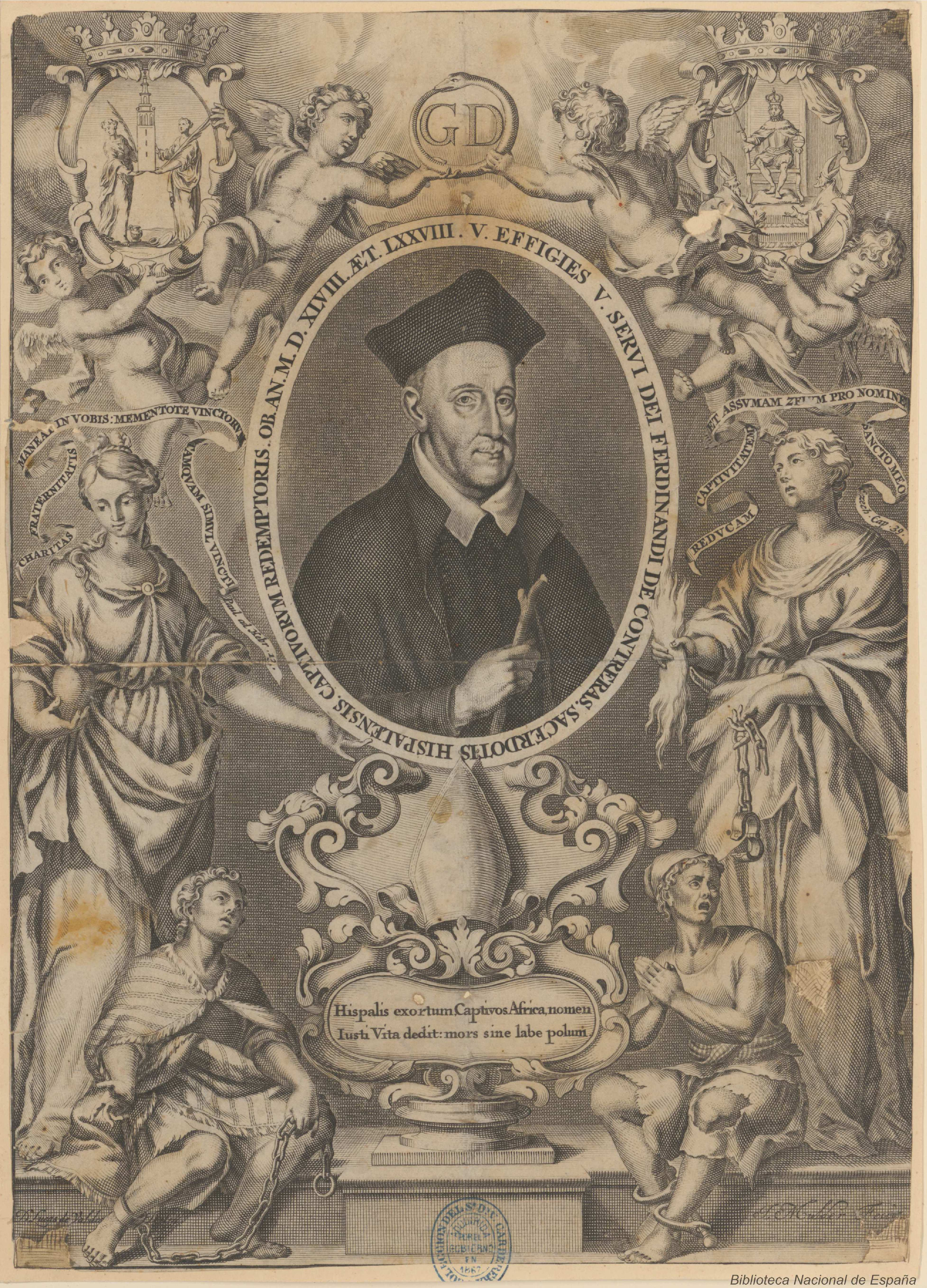
Retrato del padre Fernando de Contreras, grabado al aguafuerte y buril por Joseph Mulder según dibujo de Lucas Valdés para la obra de Gabriel de Aranda, Vida del siervo de Dios exemplar de sacerdotes el venerable Padre Fernando de Contreras..., en Sevilla, por Thomas López de Haro, 1692. Biblioteca Nacional de España.

Fernando de Contreras (Cazalla de la Sierra, 1470-Sevilla, 1548) fue un sacerdote español declarado venerable por la Iglesia católica.

## Vida y obra
Ordenado sacerdote a los dieciocho años, asistió al coro de la catedral de Sevilla hasta 1511 en que, nombrado por el cardenal Cisneros capellán del Colegio Mayor de San Ildefonso de Alcalá de Henares, pasó a estudiar teología y filosofía en su universidad. Dejando Alcalá, en 1516 pasó a Torrijos, en la provincia de Toledo, llamado por Teresa Enríquez, la loca del Sacramento, donde fomentó el culto a la Eucaristía y fundó un colegio en el que enseñaba gramática y canto. Volvió a Sevilla en 1526 y allí continuó dedicándose a la instrucción de niños pobres y sin recursos, alojó en su casa a Juan de Ávila —a quien había tenido ocasión de conocer en Alcalá— cuando el santo llegó a Sevilla en 1527 para pasar a América y lo convenció para que no emprendiese el viaje y permaneciese predicando en Andalucía, y a partir de 1532 en que hizo su primer viaje a Argel se entregó a la redención de cautivos, ofreciéndose él mismo como rehén en una ocasión. En 1546 rechazó el obispado de Guadix para el que fue propuesto por el emperador Carlos V.

## Fallecimiento
Falleció en el hospital de Santa Marta de Sevilla, donde pasó sus últimos días, y su entierro constituyó una demostración pública de la popularidad de que había gozado en vida, llevado su féretro a hombros a la catedral, donde fue enterrado y de cuyas paredes cuelgan varias pinturas dedicadas al siervo de Dios, entre ellas su retrato pintado en 1541 por Luis de Vargas, base para los ulteriores grabados, y un lienzo que lo muestra acompañado de niños cautivos, que Ceán Bermúdez dice pintado en Roma por Francisco Preciado de la Vega.